# Erina (del av en befolkad plats i Australien)
Erina är en del av en befolkad plats i Australien. Den ligger i kommunen Gosford Shire och delstaten New South Wales, i den sydöstra delen av landet, omkring 50 kilometer norr om delstatshuvudstaden Sydney.
Närmaste större samhälle är Umina, omkring 12 kilometer sydväst om Erina. 
I omgivningarna runt Erina växer i huvudsak städsegrön lövskog. Genomsnittlig årsnederbörd är 1 286 millimeter. Den regnigaste månaden är februari, med i genomsnitt 201 mm nederbörd, och den torraste är juli, med 36 mm nederbörd.